# Das Geheimnis der alten Mamsell (1972)
Das Geheimnis der alten Mamsell ist ein Fernsehfilm, den Regisseur Herbert Ballmann 1972 für die Berliner Produktionsgesellschaft Charmier-Film inszeniert hat. Der Film ist eine Adaption des gleichnamigen Romans von E. Marlitt. Die Uraufführung erfolgte am 30. Juli 1972 im ZDF.

## Handlung
Die Handlung folgt weitgehend der Handlung der Romanvorlage (siehe dort), ist jedoch gestrafft bzw. teilweise so gestaltet, dass sie weniger aufwendig für die Kamera in Szene zu setzen war. Hier einige der wichtigsten Abweichungen:
- Die Figur des Nathanael (Johannes’ jüngerer Bruder) entfällt.
- Das kleine Annchen setzt nicht sein Kleid in Brand, sodass Felicitas das Kind durch einen gemeinsamen Sprung ins Wasser retten muss, sondern es entläuft und fällt in einen vereisten Bach, aus dem Felicitas sie herausholt.
- Adele wird, anders als in der Romanvorlage, nicht von Johannes, sondern von seiner Mutter Brigitte ins Haus gebracht. Johannes kann sie von Anfang an nicht leiden und zieht sie auch zu keinem Zeitpunkt als Liebespartnerin in Betracht.
- Cordula bestimmt nicht ihre Neffen Johannes und Nathanael zu ihren Erben, sondern den Hausknecht Heinrich.

## Produktion und Ästhetik
Der Roman Das Geheimnis der alten Mamsell war bereits 1925 einmal von Regisseur Paul Merzbach als Kinofilm inszeniert worden, mit Marcella Albani als Felicitas.
Die Fernsehfassung von 1972 war die erste Produktion der neu gegründeten Charmier-Film. Bis 1983 hat diese 16 weitere lange Filme produziert, darunter auch drei weitere Adaptionen von Romanen E. Marlitts. Die Dreharbeiten fanden in den Ateliers der Berliner Union-Film statt.
Die zum Produktionszeitpunkt 22-jährige Hauptdarstellerin Giulia Follina war manchen Fernsehzuschauern noch ein Begriff als Kinderdarstellerin in der ersten Familienserie des deutschen Fernsehens, Familie Schölermann (1954–1960), in der die 1950 Geborene in der Rolle der kleinen Bärbel aufgetreten war. Eine bereits weitaus größere Rolle hatte sie 1961 in dem Kinofilm Der Lügner erhalten, in dem sie neben Heinz Rühmann spielte. Follina trug zum Film Das Geheimnis der alten Mamsell eine scharfzüngige, bisweilen schnippische, emanzipierte und sehr selbstbewusste Felicitas Orlowski bei, die sich mit ihrer hohen Intelligenz von den übrigen weiblichen Figuren charakteristisch abhob.
Ihr Rollenpartner Kraeft war dem Fernsehpublikum unter anderem aus zwei Folgen der ZDF-Krimiserie Der Kommissar in Erinnerung und aus der 26-teiligen ZDF-Abenteuerserie Der Kurier der Kaiserin (1970–1971), in der er neben Klausjürgen Wussow gespielt hatte.
Inge Langen, eine Tochter der bedeutenden Schauspiellehrerin Margret Langen, hatte um 1960 in Fernsehfilmen wiederholt große Rollen gespielt und war, bevor sie für Das Geheimnis der alten Mamsell engagiert wurde, ebenfalls in Der Kurier der Kaiserin und zweimal in Der Kommissar aufgetreten.
Das mit Abstand hochkarätigste Mitglied im Darstellerstab war die 61-jährige Brigitte Horney, die in der Zeit des Nationalsozialismus einer der Spitzenstars der UFA war, nach Kriegsende, weil sie zum Regime immer Distanz gewahrt hatte, ihre Filmkarriere aber unbeschadet fortsetzen konnte. Mit Rollen wie der der Tante Eleonore in Das Erbe von Björndal (1960) hatte Horney auch problemlos ins Charakter- bzw. Altersfach wechseln können.
Regisseur Herbert Ballmann, der – ebenso wie Kraeft und Langen – vom Theater her kam, hatte seine besten Arbeiten für die DEFA gemacht, musste die DDR 1959, um mit seiner Frau Gisela Uhlen zusammenbleiben zu können, aber verlassen und nach West-Berlin übersiedeln. Dort arbeitete er zunächst wieder als Theaterregisseur, inszenierte von 1967 an aber auch Fernsehfilme und -serien. Gemeinsam mit dem Drehbuchautor Wittlinger, der auch die Adaption von Das Geheimnis der alten Mamsell besorgt hatte, inszenierte Ballmann bis 1983 noch drei weitere Marlitt-Verfilmungen. Für beide war es die erste Erfahrung mit dem Genre des Kostümfilms.
Weitere Mitglieder des Produktionsstabs:
- Ton: Gerhard Müller
- Regieassistenz: Lucie Berndsen
- Kostüme: Christine Viertel
- Szenenbild: Karl Schneider
- Produktionsleitung: Karl H. Menzinger
- Redaktion: Wolfgang Patzschke

Das Produktionsteam erfand für den Film eine Präsentationsform, bei der die einzelnen Episoden der Handlung in rollende Texttafeln eingebettet sind, deren Text von einem Off-Sprecher (Friedrich W. Bauschulte) gelesen wird, der damit zum Erzähler wird. Diese Verbindung von Texttafeln und Filmszenen ist eine direkte Referenz auf die Form der Romanvorlage, der in der Zweiwochenschrift Die Gartenlaube 1867 ja als Feuilletonroman erschienen war.

## Kaufvideo
- Eugenie Marlitt - Die Frau mit den Karfunkelsteinen / Die zweite Frau / Im Hause des Kommerzienrates / Das Geheimnis der alten Mamsell / Im Schillingshof. Studio Hamburg Enterprises, 2016.